# 諾夫利特鎮區 (阿肯色州尤寧縣)
諾夫利特鎮區（英語：Norphlet Township）是位於美國阿肯色州尤寧縣的一個行政鎮區。

## 地方資料
諾夫利特鎮區的面積為84.01平方千米，當中陸地面積為83.72平方千米，而水域面積為0.29平方千米。根據2010年美國人口普查的數據，當地共有人口1800人，而人口密度為每平方千米21.43人。